# Exeter (Illinois)
Pour les articles homonymes, voir Exeter (homonymie).
Exeter est un village situé au nord du comté de Scott dans l'Illinois, aux États-Unis,. Le village est incorporé le 23 mars 1876.

## Démographie
Lors du recensement de 2010, le village comptait une population de 65 habitants. Elle est estimée, en 2016, à 62 habitants.

### Source de la traduction
- (en) Cet article est partiellement ou en totalité issu de l’article de Wikipédia en anglais intitulé « Exeter, Illinois » (voir la liste des auteurs).